# Primera Guerra Judeo-romana
La Primera Guerra Judeo-romana o la Gran Revolta Jueva (en hebreu המרד הגדול, ha-Méred ha-Gadol), fou la primera de les tres principals rebel·lions dels jueus de la província de Judea contra l'Imperi Romà, i tingué lloc entre els anys 66 i 73 dC (la segona fou la Guerra de Kitus (115-117), i la tercera la revolta de Bar Kokhebà (132-135). Començà l'any 66, a causa de les tensions religioses entre grecs i jueus. Acabà quan les legions romanes, comandades per Tit, assetjaren i destruïren Jerusalem, saquejaren i incendiaren el Temple de Jerusalem (l'any 70), van destruir les principals fortaleses jueves (especialment Massada, l'any 73), i esclavitzaren o massacraren a gran part de la població jueva.

## Context
L'any 6 dC., Judea, que fins llavors era un estat client de Roma, amb els seus propis governants, fou incorporada com una província de l'Imperi Romà. Passà a ser regida per un procurador, responsable del manteniment de la pau i de la recaptació dels impostos. La població jueva, havia de suportar una doble càrrega impositiva, pagava a Roma i també era obligatori oferir el tribut al Temple de Jerusalem. Per altra banda, la presència de l'autoritat romana fou també font de tensions religioses: des de l'inici de l'administració, els romans s'apropiaren del dret a nomenar el summe sacerdot. Un altre conflicte de tipus religiós, que va estar a punt d'acabar en una revolta, es va produir quan l'emperador Calígula decidí ubicar una estàtua seva en l'interior del Temple. La mort de Calígula, assassinat l'any 41, va impedir que es portés a terme.
Des de la mort del rei Herodes el Gran, havia sorgit entre els jueus un moviment revolucionari d'orientació teocràtica, la seva finalitat era l'expulsió de la presència romana a Judea: els zelotes. Generalment es considera com iniciador d'aquest moviment a Judes el Galileu. Aquest grup estaria actiu durant sis decennis, i seria un dels principals motors de la revolta l'any 66.
La brutalitat dels fiscals, l'intent de Calígula, la corrupció de l'aristocràcia va augmentar la certesa d'estar en el període messiànic de la tribulació segons el Llibre de Daniel, amb l'aparició de molts profetes i messies. Hi va haver alguns que es van aixecar en armes i grups armats organitzats, dedicant-se a la guerra de guerrilles. El moviment va anar radicalitzant a mesura que els successius incidents anaven accentuant l'antagonisme entre jueus i romans.

## Inici
La revolta començà l'any 66 a Cesarea, quan, després de guanyar una baralla legal front als jueus, els grecs provocaren un pogrom en el barri jueu en el qual la guarnició romana no va intervenir. La ira dels jueus va augmentar quan es va saber que el procurador Gesi Flor havia robat diners del tresor del Temple. En un acte desafiant, el fill del Summe Sacerdot, Eleazar ben Ananies, cessà les oracions i els sacrificis en el Temple en honor de l'emperador romà i manà atacar la guarnició romana que era a Jerusalem. El tetrarca de Galilea i governador de Judea, Herodes Agripa II, i la seva germana Berenice fugiren mentre Cesti Gal, llegat romà a Síria, reunia una important força a Acre per ocupar Joppa, on va matar els seus 8.400 habitants, atacar Jerusalem i sufocar la rebel·lió.

## El setge i la caiguda de Jerusalem

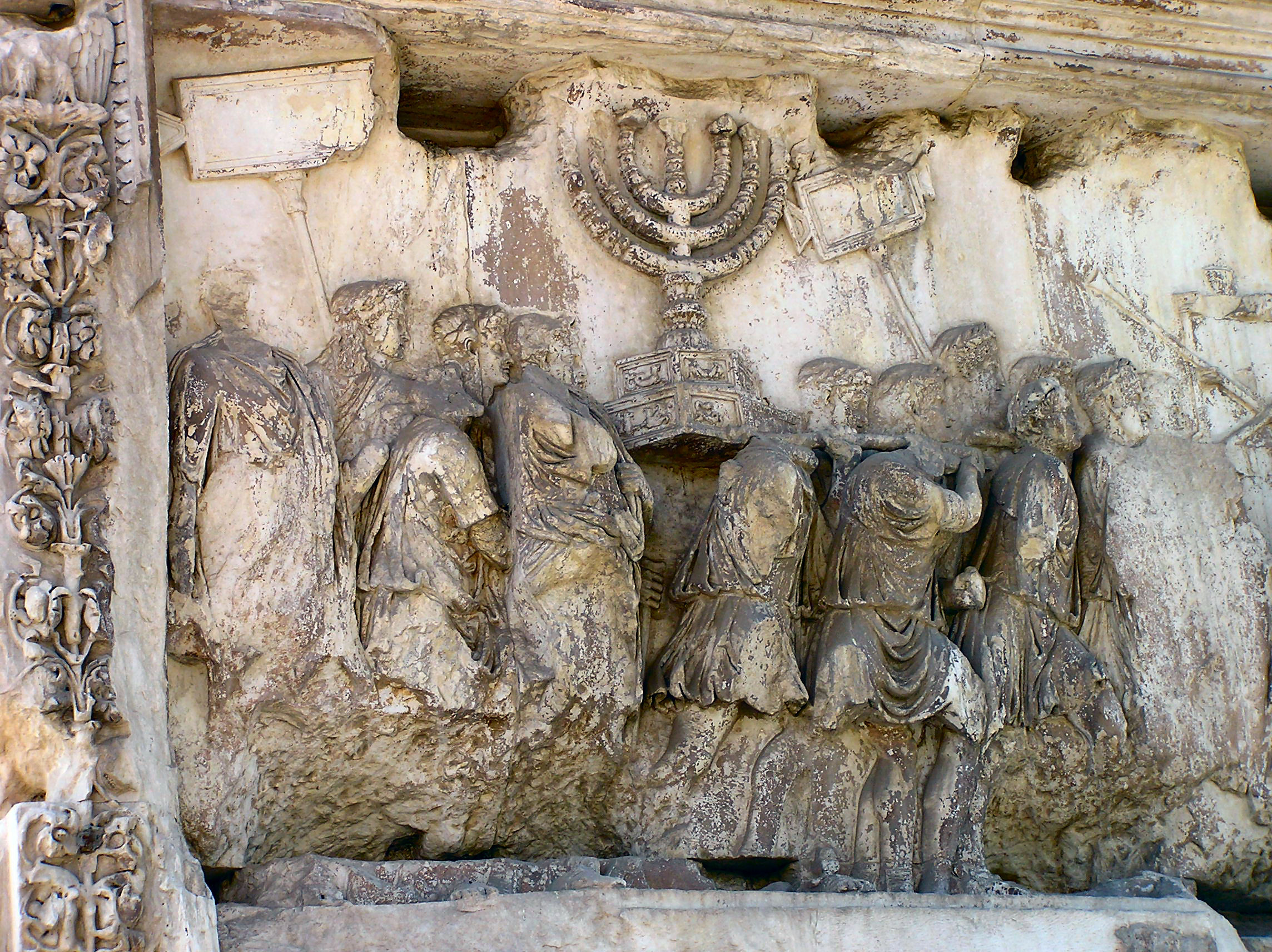
Detall de l'Arc de Tit que mostra els tresors robats del Temple de Jerusalem (el Canelobre de Set Braços, la Ma dels Pans de Proposició, els rotlles de la llei i el vel del Sancta Sanctorum).

Els jueus rebutjaren les forces de Cesti Gal a la batalla de Betòron i l'obligaren retirar-se. Seguidament, l'emperador Neró encarregà la campanya al general Vespasià, un dels més experimentats de Roma, que concentrà quatre legions (la Legió V Macedònica, la Legió X Fretensis, la Legió XII Fulminata i la Legió XV Apollinaris), seixanta mil homes, aproximadament) a Judea i en el 68 va esclafar la resistència jueva al nord. El líder zelota del nord, Joan de Giscala, i el sicari Simó ben Giora, pogueren escapar a Jerusalem. L'any 69 Vespasià fou nomenat emperador de Roma, i va deixar el seu fill Tit, de vint-i-nou anys, al càrrec del setge i presa de Jerusalem, capital de la província de Judea.
El setge de Jerusalem va ser més dur del que Tit esperava. Atès que no va poder trencar les defenses de la ciutat, l'exèrcit romà es va veure obligat a assetjar-la, establint un campament als afores. L'assetjada Jerusalem era un infern i la gent moria per milers, de malalties i fam. Però els revolucionaris jueus no estaven disposats a rendir-se i llançaven per damunt de les muralles a aquells pacifistes que els semblaven sospitosos. Els defensors de la ciutat disposaren de vint-i-cinc mil combatents dividits en zelotes, amb el seu cap Eleazar ben Simó (ocuparen la fortalesa Antonia i el Temple), sicaris, amb el seu cap Simó ben Giora (dominant la ciutat alta), idumeus i altres, a les ordres de Joan de Giscala.

## Setge i la caiguda de Massada

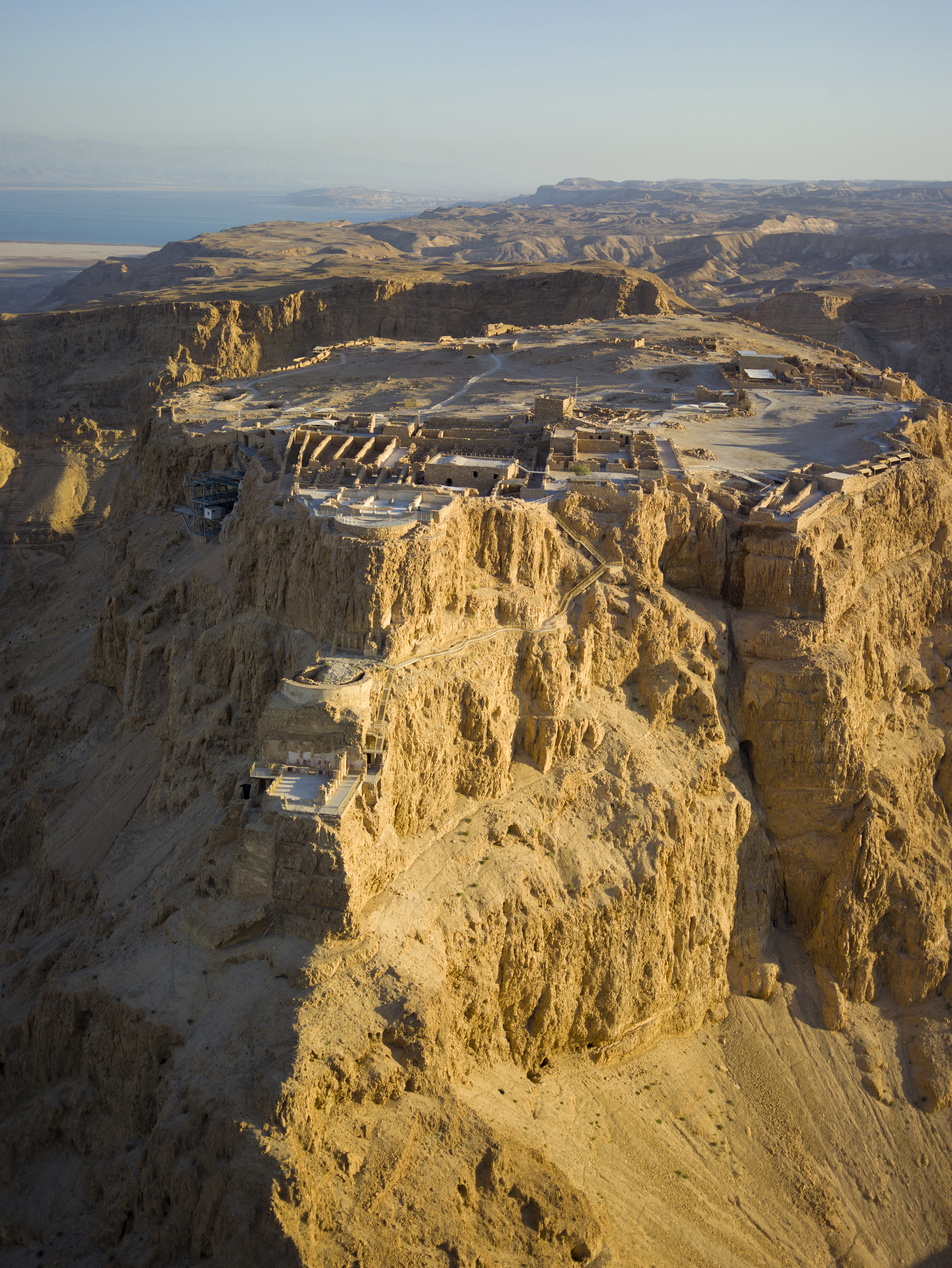
Vista general de Massada.

L'estiu de l'any 70 els romans, després de trencar les muralles de Jerusalem, entraren i saquejaren la ciutat. Atacaren, en primer lloc, la fortalesa Antònia i seguidament ocuparen el Temple, que fou incendiat i destruït el dia 9 del mes jueu d'Av de l'any 70; al mes següent caigué la ciutadella d'Herodes.
Conquerida Jerusalem, en la primavera de l'any 71 Tit torna a Roma, havent encarregat la feina de culminar les operacions a Judea a la Legió X Fretensis sota les ordres del nou governador de Judea, Lucili Basso. A causa d'una malaltia, Basso no acaba la missió, i és substituït per Luci Flavi Silva. Així, Silva marxa a la conquesta de l'última fortalesa jueva que quedava intacta, Massada, a la tardor de l'any 72, al front de 10.000 soldats (la X Fretensis, tropes auxiliars i presoners jueus). Segons Flavi Josep, quan els romans finalment conqueriren Massada l'any 73 van descobrir que 967 defensors, sota les ordres del líder sicari Eleazar ben Yair, havien preferit suïcidar-se en massa abans que rendir-se als romans.